# 潭州知州
潭州知州，是北宋开始设立的地方衙署官职，主要管理今天的长沙、湘潭、株洲、岳阳南、益阳、娄底等地。

## 管理区划
潭州知州管辖范围为今天的长沙、湘潭、株洲、岳阳南、益阳、娄底等地。

## 历史
隋朝隋文帝开皇九年（589年），把湖南地区的湘州更名为潭州。
北宋开始，设立了地方知州， 是宋太祖赵匡胤为了防止藩镇割据而设立的官职。该职务后来一直沿用到清朝。